# Chicks on Speed
Le Chicks on Speed sono un gruppo musicale tedesco originario di Monaco, creato nel 1997 da Melissa Logan, Kiki Moorse e Alex Murray-Leslie, conosciutesi all'Accademia delle belle arti di Monaco nel 1995.
Il gruppo, la cui attuale formazione è composta da sei ragazze tra le quali non è più presente Kiki Moorse, una delle fondatrici del gruppo, è di generi electroclash ed elettropop e interessato alla musica sperimentale.
Hanno debuttato nel 1998 con i singoli Warm Leatherette (insieme a DJ Hell) e Euro Trash Girl (con Mäuse) e hanno pubblicato finora sei dischi, pubblicati per le etichette K e Chicks and Speed Records.
Nel 2004 hanno pubblicato il disco Press the Spacebar, una collaborazione con il gruppo No Heads.

## Formazione
- Alex Murray-Leslie (Bowral, New South Wales, Australia)
- Melissa Logan (Upstate New York, Stati Uniti)
- A.L. Steiner (Miami, Stati Uniti)
- Kathi Glas (Monaco, Germania)
- Anat Ben David (Londra / Israele)
- Kroot Juurak (Estonia)

## Discografia

### Album
- 2000 - The Un-Releases
- 2000 - Chicks on Speed Will Save Us All
- 2000 - The Re-Releases of the Un-Releases
- 2003 - 99 Cents
- 2004 - Press the Spacebar
- 2009 - Cutting The Edge
- 2014 - Artstravaganza

### Singoli
- 1998 - Warm Leatherette (con DJ Hell)
- 1998 - Euro Trash Girl (con Mäuse)
- 1999 - Smash Metal (con DMX Krew)
- 1999 - Mind Your Own Business (con Pulsinger, Gaier/Reents)
- 1999 - Glamour Girl
- 2000 - Kaltes Klares Wasser
- 2000 - Split 7" with V/VM
- 2000 - Chix 52
- 2001 - The Chicks on Speed / Kreidler Sessions (con Kreidler)
- 2002 - Fashion Rules
- 2003 - We Don't Play Guitars
- 2003 - Wordy Rappinghood
- 2004 - Flame On (con Mika Vainio)
- 2007 - Art Rules
- 2008 - Super Surfer Girl